# Abierto Mexicano Los Cabos Open 2019 - Qualificazioni singolare
Le qualificazioni del singolare dell'Abierto Mexicano Los Cabos Open 2019 sono state un torneo di tennis preliminare per accedere alla fase finale della manifestazione. I vincitori dell'ultimo turno sono entrati di diritto nel tabellone principale. In caso di ritiro di uno o più giocatori aventi diritto a questi sono subentrati i lucky loser, ossia i giocatori che hanno perso nell'ultimo turno ma che avevano una classifica più alta rispetto agli altri partecipanti che avevano comunque perso nel turno finale.

## Teste di serie
1. Kwon Soon-woo (qualificato)
2. Dominik Köpfer (qualificato)
3. Egor Gerasimov (ultimo turno)
4. Jason Jung (qualificato)

1. Marcos Giron (primo turno)
2. Sergiy Stakhovsky (primo turno)
3. Maxime Janvier (qualificato)
4. Lukáš Lacko (primo turno)

## Qualificati
1. Kwon Soon-woo
2. Dominik Köpfer

1. Maxime Janvier
2. Jason Jung

## Tabellone

### Legenda
| - Q = Qualificato - WC = Wild card - LL = Lucky loser | - ALT = Alternate - SE = Special Exempt - PR = Protected Ranking | - w/o = Walkover - r = Ritirato - d = Squalificato |

### Sezione 1
|  | Primo turno | Primo turno     | Primo turno     | Primo turno | Primo turno |  |  | Ultimo turno | Ultimo turno    | Ultimo turno | Ultimo turno | Ultimo turno |  |
|  |             |                 |                 |             |             |  |  |              |                 |              |              |              |  |
|  | 1           | Kwon Soon-woo   | Kwon Soon-woo   | 6           | 6           |  |  |              |                 |              |              |              |  |
|  | WC          | Luis Patiño     | Luis Patiño     | 1           | 2           |  |  | 1            | Kwon Soon-woo   | 7            | 5            | 6            |  |
|  |             | Marcelo Arévalo | Marcelo Arévalo | 6           | 6           |  |  |              | Marcelo Arévalo | 62           | 7            | 3            |  |
|  | 5           | Marcos Giron    | Marcos Giron    | 4           | 3           |  |  |              |                 |              |              |              |  |

### Sezione 2
|  | Primo turno | Primo turno        | Primo turno        | Primo turno | Primo turno |  |  | Ultimo turno | Ultimo turno   | Ultimo turno   | Ultimo turno | Ultimo turno |  |
|  |             |                    |                    |             |             |  |  |              |                |                |              |              |  |
|  | 2           | Dominik Köpfer     | Dominik Köpfer     | 6           | 6           |  |  |              |                |                |              |              |  |
|  |             | John-Patrick Smith | John-Patrick Smith | 2           | 4           |  |  | 2            | Dominik Köpfer | Dominik Köpfer | 6            | 7            |  |
|  | Alt         | Jacob Grills       | Jacob Grills       | 6           | 6           |  |  | Alt          | Jacob Grills   | Jacob Grills   | 3            | 65           |  |
|  | 8           | Lukáš Lacko        | Lukáš Lacko        | 3           | 2           |  |  |              |                |                |              |              |  |

### Sezione 3
|  | Primo turno | Primo turno          | Primo turno          | Primo turno | Primo turno |  |  | Ultimo turno | Ultimo turno   | Ultimo turno | Ultimo turno | Ultimo turno |  |
|  |             |                      |                      |             |             |  |  |              |                |              |              |              |  |
|  | 3           | Egor Gerasimov       | 4                    | 6           | 7           |  |  |              |                |              |              |              |  |
|  | Alt         | Dennis Novikov       | 6                    | 2           | 5           |  |  | 3            | Egor Gerasimov | 6            | 1            | 64           |  |
|  | WC          | Juan Ignacio Batalla | Juan Ignacio Batalla | 1           | 4           |  |  | 7            | Maxime Janvier | 3            | 6            | 7            |  |
|  | 7           | Maxime Janvier       | Maxime Janvier       | 6           | 6           |  |  |              |                |              |              |              |  |

### Sezione 4
|  | Primo turno | Primo turno              | Primo turno       | Primo turno | Primo turno |  |  | Ultimo turno | Ultimo turno    | Ultimo turno    | Ultimo turno | Ultimo turno |  |
|  |             |                          |                   |             |             |  |  |              |                 |                 |              |              |  |
|  | 4           | Jason Jung               | 6                 | 3           | 6           |  |  |              |                 |                 |              |              |  |
|  | Alt         | Gerardo López Villaseñor | 1                 | 6           | 0           |  |  | 4            | Jason Jung      | Jason Jung      | 6            | 7            |  |
|  |             | Danilo Petrović          | Danilo Petrović   | 6           | 7           |  |  |              | Danilo Petrović | Danilo Petrović | 4            | 64           |  |
|  | 6           | Sergiy Stakhovsky        | Sergiy Stakhovsky | 4           | 65          |  |  |              |                 |                 |              |              |  |